# Boys Life 4: Four Play
Série
Boys Life 3
(2000)
Pour plus de détails, voir Fiche technique et Distribution.
Boys Life 4: Four Play est une anthologie sortie en 2003 de quatre courts métrages sur le thème de l'homosexualité masculine ayant été couronnés de succès dans les festivals de cinéma.

## Courts métrages
- O Beautiful (2002, réalisé par Alan Brown), raconte les conséquences d'un tabassage homophobe. Montré en écran partagé.
  - Jay Gillespie
  - David Roger
- L.T.R. (2002, réalisé par Phillip J. Bartell), un faux documentaire sur un couple gay engagé dans une "relation à long terme".
  - Cole Williams
  - Weston Muller
- Bumping Heads (2002, réalisé par Brian Sloan), sur deux hommes qui ont des points de vue différents sur leur relation (l'un est amoureux et l'autre veut juste être ami).
  - Craig Chester
  - Andersen Gabrytch
- This Car Up (2003, réalisé par Eric Mueller), à propos d'un coursier et d'un homme d'affaires qui se croisent. Il utilise des images de type machine à sous pour évoquer ce que les deux personnages pensent.
  - Michel Booth
  - Brent Doyle